# Hémodiafiltration
L'hémodiafiltration est une méthode d'épuration extra-rénale qui combine hémodialyse et hémofiltration.

## Définition
L'hémodiafiltration est une technique d'épuration extra-rénale d'élimination des sécrétions en excès des reins afin de pallier le déficit de la fonction excrétrice de ceux-ci dans de nombreuses maladies. Elle fait appel à deux mécanismes physiques, la diffusion et la convection, des solutés (molécules) et du solvant (eau plasmatique).
Il existe en effet quatre mécanismes d'épuration extra-rénale : l'hémodialyse qui est basée sur le seul mécanisme physique de diffusion, l'hémofiltration basée sur le seul mécanisme physique de convection, l'hémodiafiltration qui combine les deux mécanismes physiques de diffusion et de convection et la dialyse péritonéale basée sur les mécanismes physiques de diffusion et d'osmose.

## Objectifs
L'hémodiafiltration est utilisée dans le traitement de l'insuffisance rénale aiguë ou chronique, de certaines intoxications médicamenteuses, de la rétention hydrosodée sévère d'origine cardiaque et des troubles sévères de la thermorégulation.

## Bénéfice
L'hémodiafiltration, et les autres méthodes utilisant la convection, peuvent réduire la mortalité cardiovasculaire, mais pas les autres causes de mortalité et morbidité des patients insuffisants rénaux. Cependant, les études disponibles sont encore limitées,.

## Effets indésirables
La difficulté à ajuster finement l'appareillage au patient peut entraîner une hypertension artérielle ou  au contraire une hypotension artérielle, des maux de tête, des crampes musculaires un trouble du rythme cardiaque voire une embolie gazeuse.